# Aliados por la seguridad
Aliados por la seguridad es un programa de televisión producido por TV Perú, anteriormente con el nombre de Código 7. El programa se basa en investigación e intervención policial.

## Historia
Creado en el 21 de octubre del 2012, conducido por Roberto Wong, el programa tenía doble horario, un programa diario (un noticiero) y un dominical (reportajes).
En el horario de lunes a viernes (edición diaria) el programa se encarga de mostrar noticias de secuestro, robos, crímenes, entre otros. Mientras que en los domingos (edición domingo), muestran reportajes de investigación policial.
Esto duró hasta el 17 de septiembre de 2017, cuando fue reemplazado por Código 7 (desde el 24 de septiembre de 2017). En un principio mostraba reportajes de actualidad internacional y nacional.
Posteriormente volvió a su formato anterior de investigación policial.
En febrero del 2020, el programa pasó a emitirse a las 10:00 p.m. y fue reemplazado en su horario anterior por el programa de análisis informativo Qué está pasando. En marzo de 2020 por el impacto del COVID-19, fue sacado de la programación del canal. Sin embargo, regresó en julio del 2020.
En marzo del 2021, fue sacado de la programación del canal y fue reemplazado por el programa de concurso en quechua Pukllaspa Yachay. Sin embargo, en febrero de 2022, el programa regresó y pasó a emitirse los sábados a las 6:00 p.m. remplazando progresivamente a Generación Bicentenario.
En 2022, el programa regresó para emitir los sábados a las 6:00 p. m.
El 25 de marzo de 2023, regresó con el nombre de Aliados por la seguridad, cambiando su horario a las 8:00 p. m..

## Conductor
- Roberto Wong (2012 - presente)